# 凱文·弗爾克納

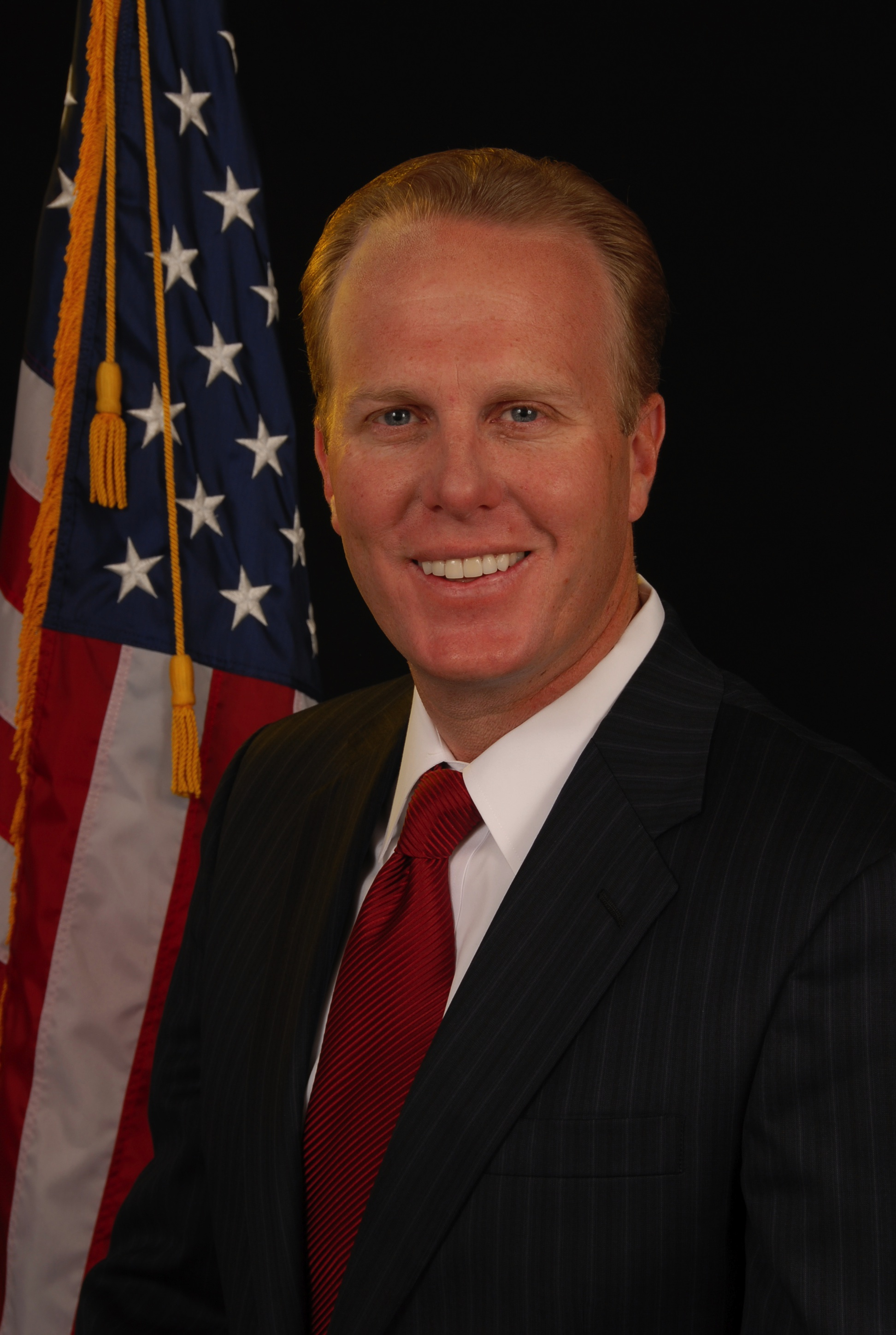

凱文·弗爾克納（Kevin Faulconer，1967年1月24日—）是美國共和黨的一位政治家，也是加利福尼亞州城市聖地牙哥的現任市長。弗爾克納出生在奧克斯納德。他在2014年2月的選舉中首次當選並在2016年成功連任。在當選市長之前，他是聖地牙哥市議會的議員。